# Informação 2
Informação 2 foi o telejornal de horário nobre da RTP2, que estreou em 1978 e terminou em 1982 e um dos símbolos da então recém-autonomizada RTP2. Jornalistas como António Mega Ferreira, Joaquim Letria, Carlos Pinto Coelho, José Júdice, Dina Aguiar, Hernâni Santos ou Henrique Garcia fizeram parte da equipa de redação do Informação 2.
Este serviço noticioso surgiu aquando a remodelação da RTP2 em 1978, que até então era apenas um retransmissor da RTP1. Foi também o primeiro telejornal da RTP2.
A equipa do Informação 2 queria fazer uma informação menos comprometida com o poder, e contava nas suas fileiras com nomes como os de Carlos Pinto Coelho, José Júdice ou Joaquim Letria. Essa é a razão invocada para o seu fim prematuro, decretado pelo então Presidente do Conselho da Administração da RTP, Daniel Proença de Carvalho.

## História

### Génese do conceito
Desde criação da RTP2 em 1968 que sempre se procurou tornar esta uma alternativa para a RTP1, mas só depois do 25 de Abril é que se procurou autonomizar o canal. Esse objetivo seria alcançado em outubro de 1978, após João Soares Louro assumir a presidência da RTP e estabelecer uma estratégia que, mais tarde, sintetizará da seguinte forma: "Levar até às últimas consequências a concorrência entre o primeiro e o segundo canal", seguindo o princípio de que, em televisão "não há um, mas vários públicos". Separa as direções de programas dos dois canais e incumbe Fernando Lopes de fazer da RTP2 um canal alternativo. Na Informação, a delimitação de campos entre os dois canais era uma realidade: redações separadas, uma equipa de cada canal para cobrir o mesmo acontecimento. A direção da informação da RTP2 estaria sob a responsabilidade de Hernâni Santos, que constituiu a redação recorrendo a jornalistas da imprensa escrita.
A criação do formato da Informação 2 teve patente duas ideias principais: jornalismo explicativo, mais focado em explicar as notícias do que meramente transmitir, e jornalismo descomprometido, pois a informação da RTP1 era considerada como sendo conivente com os poderes políticos dos mais variados governos.

### Informação 2
Assim, aquando da rentrée televisiva e da estreia da grelha de programação da nova RTP2 estreiam programas de informação como o Informação 2, de segunda a sexta e magazines de atualidades ao fim-de-semana (Cartas na Mesa, aos sábados e A Par e Passo, ao domingo), que introduziram uma rutura com a conceção informativa existente. Para assinalar a sua componente explicativa e analítica, este telejornal consistia em abordar os assuntos mais importantes do dia e aprofundá-los, privilegiando aqueles "que iam ao encontro das necessidades das pessoas", como a atualidade internacional, bem como problemáticas sociais (saúde, educação, vida sindical), coisa que nenhum telejornal da RTP1 abordava. A dada altura, tornou-se frequente a presença de convidados em estúdio, para melhor explicar ao telespectador alguns dos temas falados, o que marcou também uma rutura com os padrões vigentes.
Nomes como António Mega Ferreira, José Júdice, Dina Aguiar, Joaquim Letria, Joaquim Furtado, Henrique Garcia, José Rocha Vieira, Luís Pinto Enes ou Gualdino Paredes formavam a equipa deste noticiário. António Mega Ferreira e José Júdice alternavam na função de "pivot" do telejornal que ia para o ar, diariamente às 22h00. O jornal era apresentado por um pivot principal e um secundário, que assumia a responsabilidade de apresentar uma síntese das notícias no final da emissão. 
Uma das componentes mais originais do Informação 2 era a ligação que fazia entre a informação e a restante programação do canal. Um dos exemplos mais célebres foi durante a exibição da minissérie "Holocausto", que foi acompanhada por um intenso trabalho jornalístico da redação de informação da RTP2. A partir desta série sobre o genocídio dos judeus na Segunda Guerra Mundial, foi para o ar, no dia 1 de março de 1979, um especial de informação moderado por António Mega Ferreira, contando com a presença de Orlando Neves (crítico de televisão), Ferreira de Almeida (psicólogo) e Erich Brotheim (austríaco fugido em 1938). 
Também foram transmitidos momentos de maior solenidade, como o do falecimento de Agostinho Neto, em 11 de setembro de 1979. O Informação 2 fez um especial de uma hora, que terminou com Manuel Alegre a declamar poemas do antigo Presidente angolano. Da mesma forma, foram transmitidas emissões especiais das eleições nacionais, como as eleições legislativas de 1979 e 1980, as autárquicas de 1979 (no programa A Par e Passo) e as presidenciais de 1980, a primeira vez que a RTP2 teve uma cobertura eleitoral diferente da RTP1. 
As más condições logísticas e de equipamento não são esquecidas. 

## Fim da Informação 2
O epílogo de Informação 2 começa com a ascensão ao poder da Aliança Democrática, liderada por Francisco Sá Carneiro, no final de 1979 aquando as eleições legislativas. O estilo do programa era cada vez menos bem visto pelo governo de Sá Carneiro. Na verdade, a Informação 2, criou desde o início atritos com o meio político, e eram acusados de ser o "canal vermelho", apesar de ter tido sempre uma imagem de isenção que não existia, à época, no Telejornal. 
Victor Cunha Rego substitui João Soares Louro à frente da RTP e sustenta que a estação "é um aparelho ideológico do Estado". A consequência foi a suspensão do noticiário a 21 de outubro de 1980 já com Proença de Carvalho, e a transferência de uma grande parte da equipa do noticiário para o recém-criado Gabinete de Projectos Especiais. A partir de dia 22, a informação da RTP2 era garantida através da transmissão em diferido do Telejornal da RTP1. Apesar disto, o noticiário voltou em vésperas das eleições presidenciais de 1980, a 21 de novembro, mas o formato iria durar pouco tempo.
A "certidão de óbito" de Informação 2 é passada por Proença de Carvalho, no início de 1981, poucos meses depois de assumir os destinos da RTP. No entanto, Informação 2 manteve-se em antena até 1982, com o mesmo nome, mas sem o formato característico, transmitido ao mesmo tempo que o Telejornal, terminando com Proença de Carvalho a alegar a "fraca implantação" do jornal na audiência televisiva. Justificou, anos mais tarde, a decisão pelo carácter "demasiado 'engagé' e esquerdista" do programa e por considerar que a independência informativa não se encontrava nos moldes de uma televisão pública. Para Henrique Garcia e outros jornalistas da equipa, a Informação 2 acabou por "motivos políticos", dado que "questionava o estado das coisas e isso custou-lhe caro". 
Em termos de audiência, de acordo com um estudo da Contagem, de 1980, apesar do canal apenas cobrir 40% do território, à época, tinha atingido, em agosto de 1979, "um índice de penetração global de 27%", mostrando-se uma transferência de audiência da RTP1 para a RTP2 na hora do noticiário. 
O noticiário terminou, definitivamente, em 1982, sendo substituído pelo Jornal da Noite, parcialmente elaborado pela Redação do Porto, que consistia num simples bloco de notícias, diferente do formato do Informação 2.
O estilo de informação da Informação 2 ainda hoje está assente no Jornal 2, o atual bloco informativo da RTP2, que continua a ser diferente do da RTP1. 

## Apresentadores
- António Mega Ferreira
- José Júdice
- Joaquim Letria
- Carlos Pinto Coelho
- Dina Aguiar
- Henrique Garcia